# Sighișoara
Sighișoara (česky Segešvár, německy Schäßburg, maďarsky Segesvár, latinsky Castrum Sex) je město v rumunské župě Mureș, v historickém regionu Sedmihradska. Ve městě žije přibližně 24 tisíc obyvatel. V roce 1999 bylo historické centrum města zapsáno do Seznamu světového kulturního dědictví UNESCO.

## Historie
Město vzniklo v druhé polovině 12. století, kdy oblast začali kolonizovat Sedmihradští Sasové (založili mimo jiné i města Sibiu či Brašov). Hrálo důležitou obchodní a strategickou roli po několik století a patřilo k nejvýznamnějším městům v Sedmihradsku. Sighișoara byla součástí Uherska až do 1. světové války.
Uvádí se, že se tu narodil kníže Drákula a v bitvě u Segešváru padl slovensko-maďarský básník Sándor Petőfi.

## Pamětihodnosti
Historické centrum si zachovalo charakter středověkého německého města s malebnými uličkami, ve kterém se prolínaly vlivy západního (Německo, Uhersko) a východního (Byzantská říše, Osmanská říše) kulturního prostoru. Mezi nejvýznamnější památky patří 64 metrů vysoká Hodinová věž s orlojem, na kterém defilují alegorické postavy ztvárňující různé hříchy a neřesti.
Každé léto se zde pořádá populární Středověký festival.

## Osobnosti spojené s městem
- Vlad III. Dracula (1431–1476), kníže Valašského knížectví
- Sándor Petőfi (1823–1849), maďarský básník

## Fotogalerie

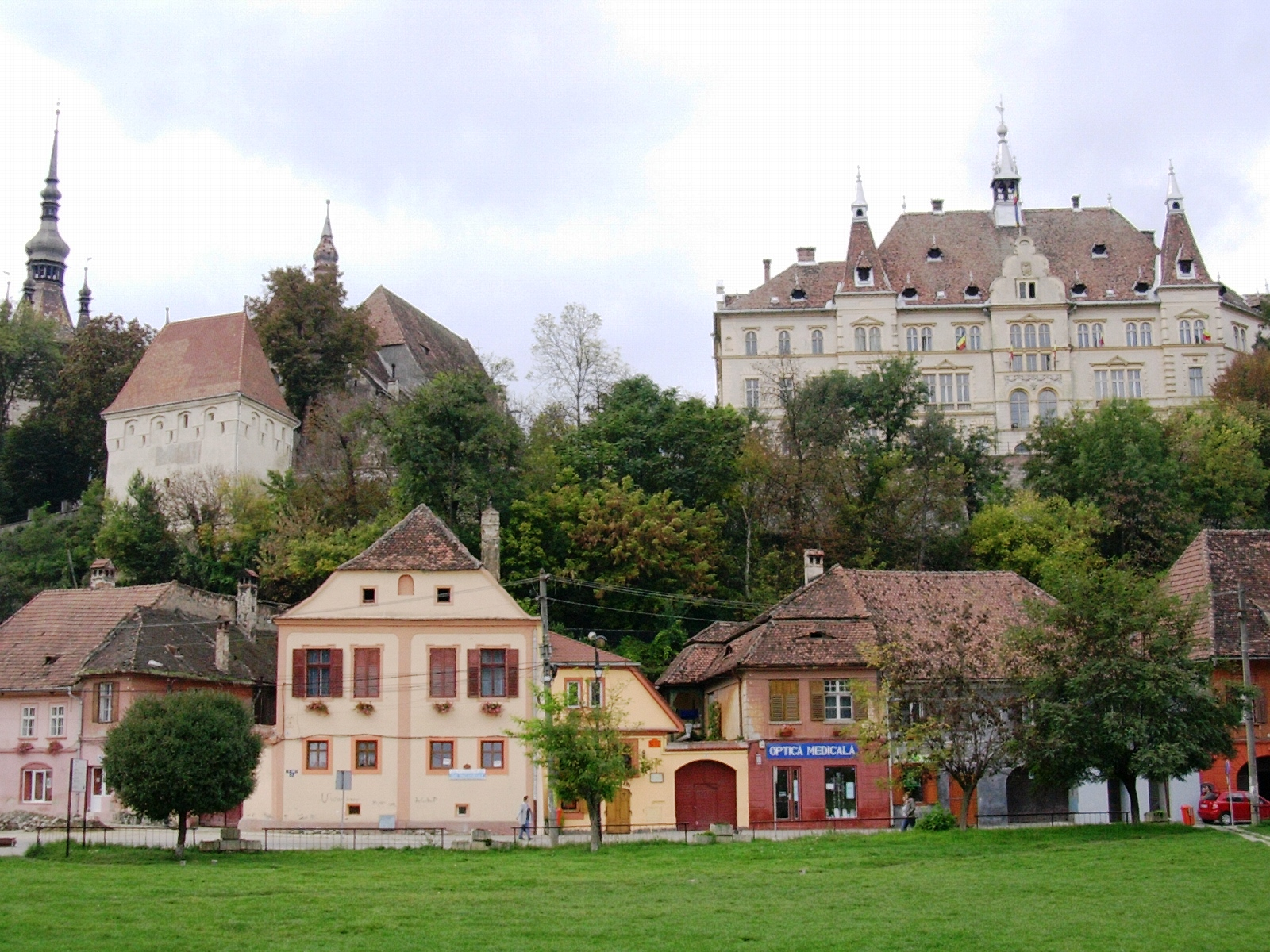
Radnice města (vpravo)
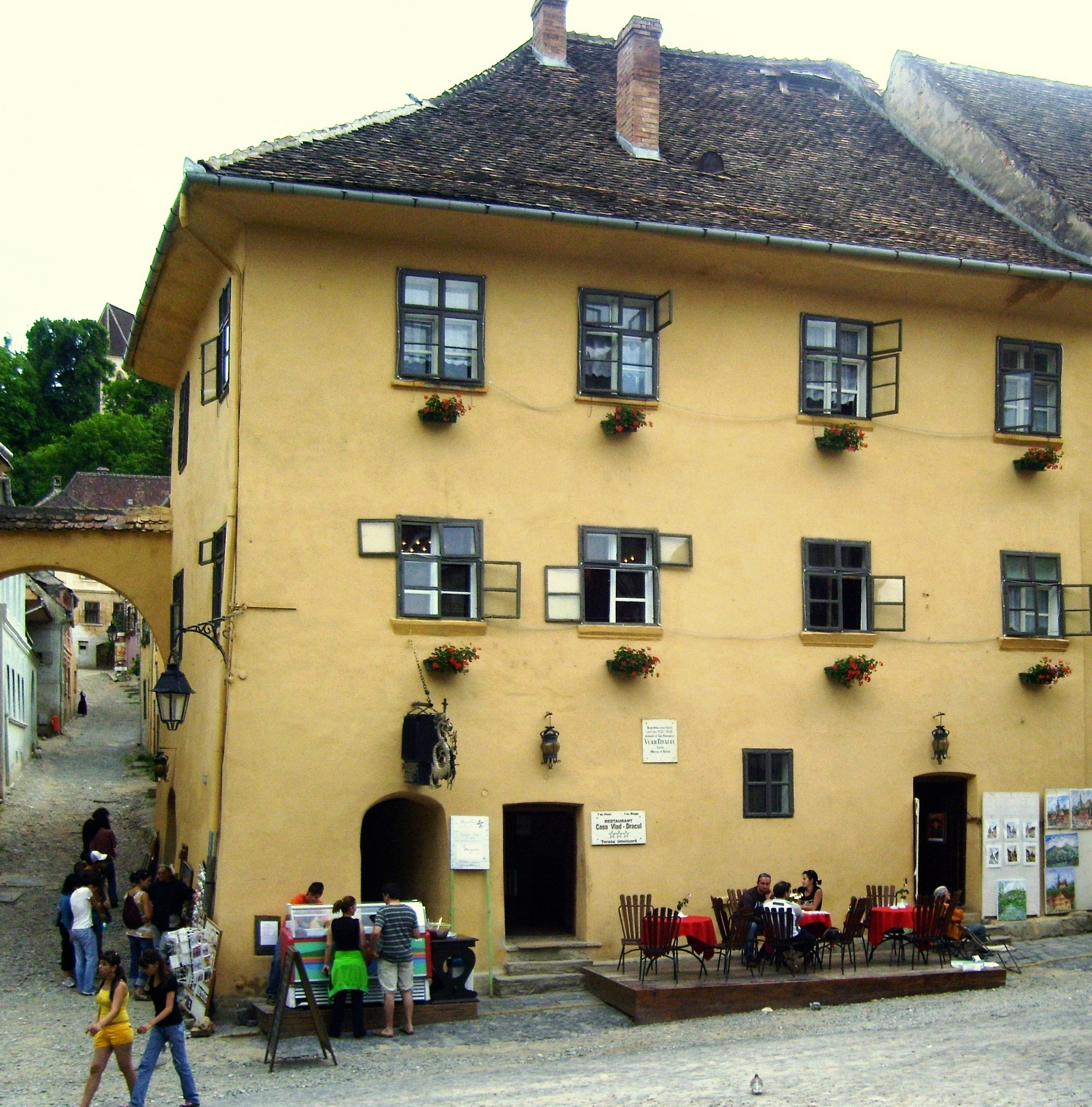
Rodný dům Vlada III.
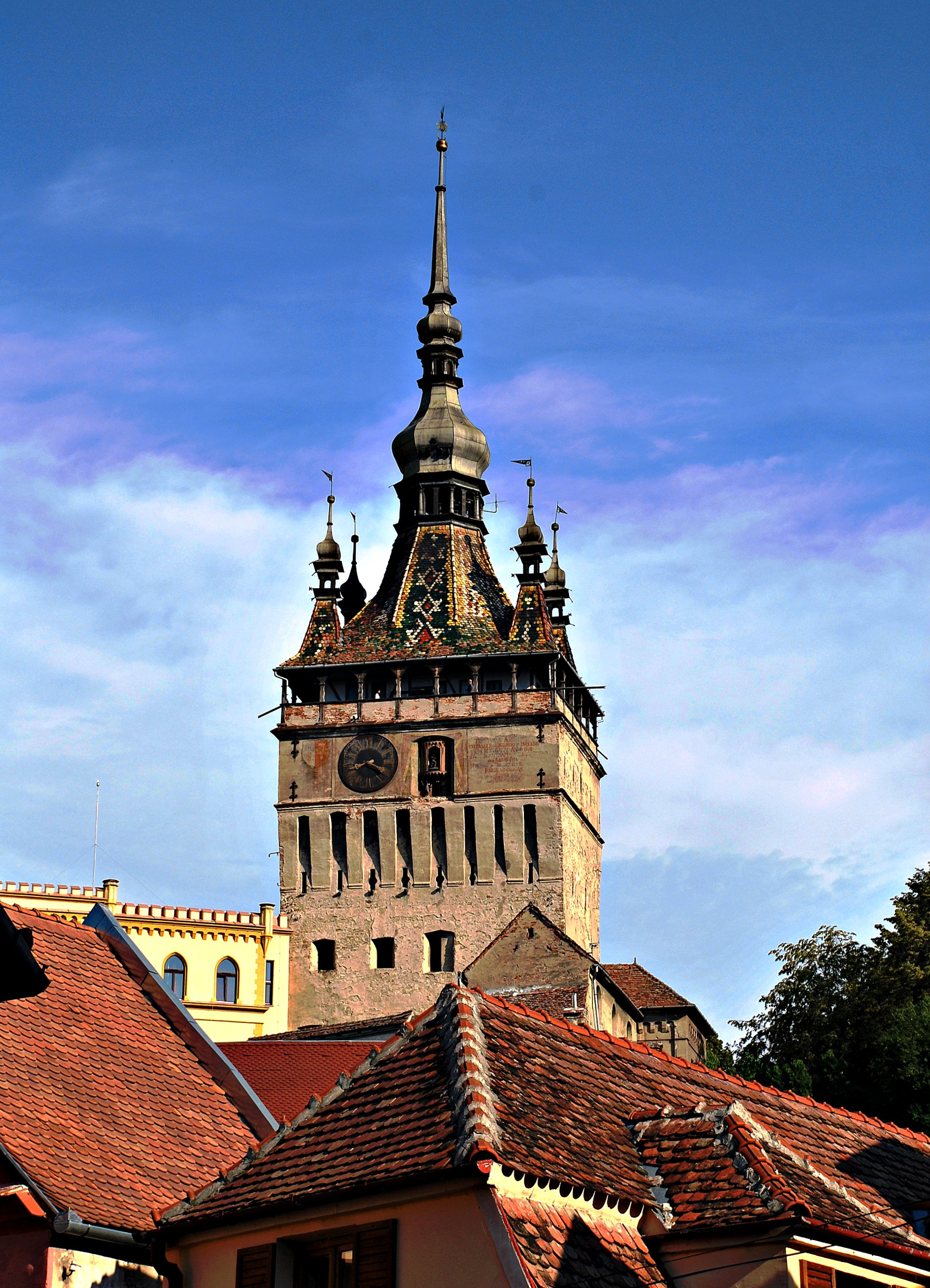
Hodinová věž
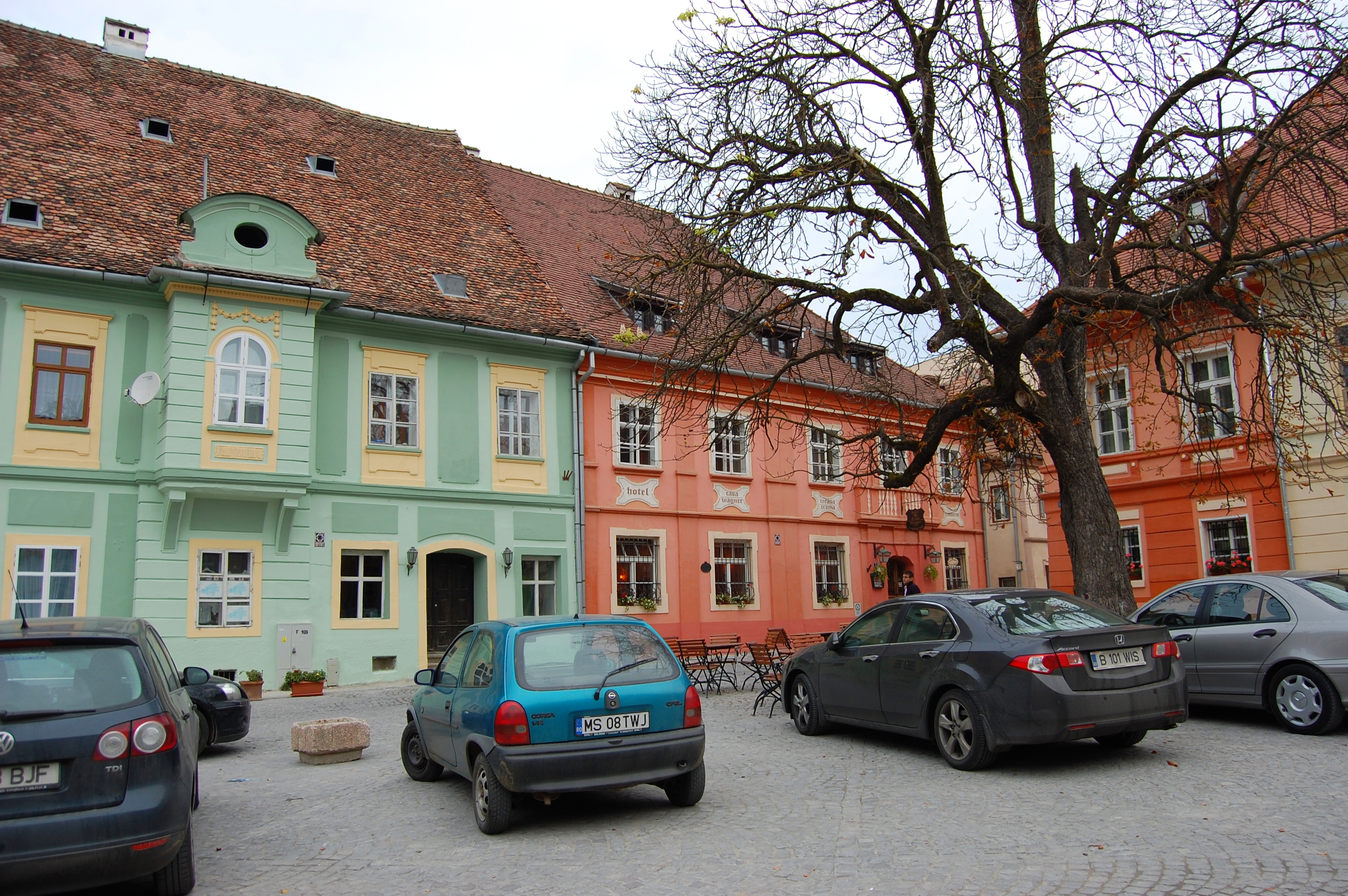
Náměstí
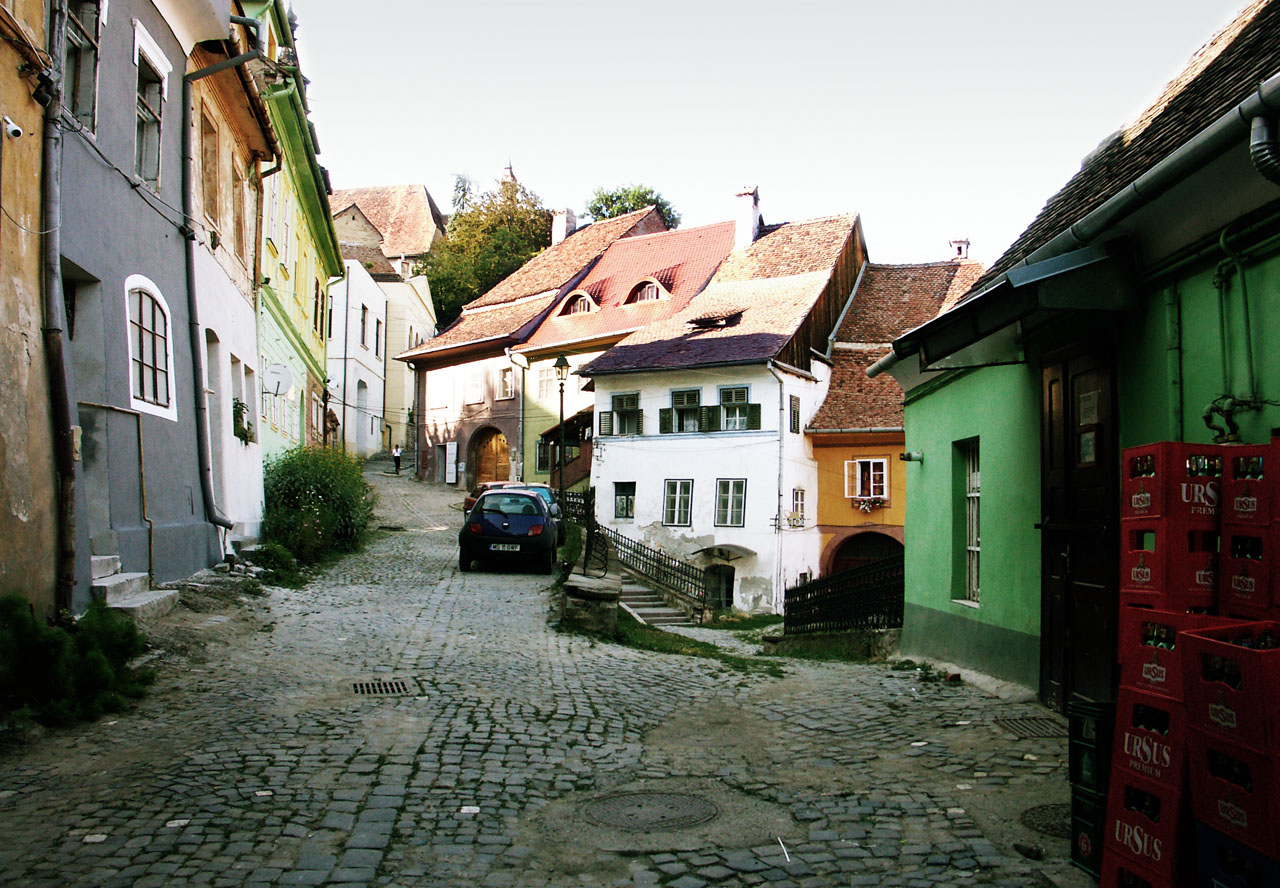
Ulice v centru města